# Kinnah Phiri
Kinnah Phiri (ur. 30 października 1954 w Blantyre) – piłkarz malawijski grający na pozycji napastnika, a obecnie trener.

## Kariera klubowa
Swoją karierę piłkarską Phiri rozpoczął w klubie Bata Bullets, w którym zadebiutowal w 1973 roku i w którym grał do 1981 roku. Wywalczył z nim pięć tytułów mistrza Malawi w sezonach 1974, 1975, 1978, 1979 i 1981. W 1982 roku przeszedł do suazyjskiego Manzini Wanderers FC, w którym grał do 1984 roku, czyli do końca swojej kariery. Wraz z nim wywalczył mistrzostwo Suazi w sezonie 1983 i zdobył Puchar Suazi w 1984 roku.

## Kariera reprezentacyjna
W reprezentacji Malawi Phiri zadebiutował 8 lipca 1973 roku w wygranym 1:0 towarzyskim meczu z Mauritiusem i grał w niej do 1981 roku. Wystąpił w niej 117 razy i strzelił 71 goli.

## Kariera trenerska
Po zakończeniu kariery piłkarskiej Phiri został trenerem. Prowadził południowoafrykański Free State Stars FC, malawijski Big Bullets i botswańskie Mochudi Centre Chiefs SC oraz Jwaneng Galaxy FC. W 2006 roku został selekcjonerem reprezentacji Malawi, w której pracował do 2007. W 2009 roku ponownie został jej selekcjonerem i poprowadził ją w Pucharze Narodów Afryki 2010.